# Maria-Luise von Hannover-Cumberland
Maria-Luise von Hannover und Cumberland (vollständiger Name Marie Louise Victoria Caroline Amalie Alexandra Augusta Friederike; * 11. Oktober 1879 in Gmunden, Österreich-Ungarn; † 31. Januar 1948 auf Schloss Salem, Baden-Württemberg) war die Ehefrau des letzten badischen Thronfolgers und des Reichskanzlers Prinz Maximilian von Baden.

## Leben
Maria-Luise war die älteste Tochter von Kronprinz Ernst August von Hannover, 3. Duke of Cumberland (1845–1923), und dessen Gemahlin Prinzessin Thyra von Dänemark (1853–1933), jüngste Tochter von König Christian IX. und dessen Ehefrau Louise von Hessen. Als Nachkomme ihres Vaters führte sie die Titulaturen einer Königlichen Prinzessin von Hannover, Großbritannien und Irland sowie einer Herzogin zu Braunschweig und Lüneburg. Ihre Familie lebte bereits seit der Annexion Hannovers durch Preußen, 1866, im österreichischen Exil.
Sie heiratete am 10. Juli 1900 in Gmunden (Österreich) den Prinzen Maximilian von Baden (1867–1929), Sohn des preußischen Generals und jüngeren Bruders des Großherzogs Friedrich I., Prinz Wilhelm von Baden (1829–1897), aus dessen Ehe mit Herzogin Maria von Leuchtenberg. Als dessen Gattin erhielt sie die Titulatur einer Prinzessin und Markgräfin von Baden. Max von Baden war homosexuell, entschloss sich aber aus dynastischen Gründen zu einem Leben als Ehemann und Familienvater. Aus der Ehe gingen zwei Kinder hervor:
- Marie Alexandra von Baden (1902–1944 bei einem Luftangriff) ⚭ 1924 Wolfgang Prinz von Hessen;
- Berthold von Baden (1906–1963) ⚭ 1931 Theodora Prinzessin von Griechenland und Dänemark.

Maria-Luise starb Ende Januar 1948 im Alter von 68 Jahren.

## Vorfahren
| Ahnentafel Maria-Luise von Hannover und Cumberland | Ahnentafel Maria-Luise von Hannover und Cumberland                                                                      | Ahnentafel Maria-Luise von Hannover und Cumberland                                                                    | Ahnentafel Maria-Luise von Hannover und Cumberland                                                                           | Ahnentafel Maria-Luise von Hannover und Cumberland                                        | Ahnentafel Maria-Luise von Hannover und Cumberland                                                                                    | Ahnentafel Maria-Luise von Hannover und Cumberland                                                                                    | Ahnentafel Maria-Luise von Hannover und Cumberland                                                         | Ahnentafel Maria-Luise von Hannover und Cumberland                                                         |
| -------------------------------------------------- | --- | --- | --- | ----------------------------------------------------------------------------------------- | --- | --- | --- | --- |
| Ururgroßeltern                                     | König Georg III. von Großbritannien und Irland (1738–1820) ⚭ 1761 Sophie Charlotte von Mecklenburg-Strelitz (1744–1818) | Herzog Karl II. zu Mecklenburg-Strelitz (1741–1816) ⚭ 1768 Friederike Caroline Luise von Hessen-Darmstadt (1752–1782) | Herzog Friedrich von Sachsen-Hildburghausen (1763–1834) ⚭ 1785 Charlotte Georgine Luise von Mecklenburg-Strelitz (1769–1818) | Ludwig von Württemberg (1756–1817) ⚭ 1797 Henriette von Nassau-Weilburg (1780–1857)       | Herzog Friedrich Karl von Schleswig-Holstein-Sonderburg-Beck (1757–1816) ⚭ 1780 Friederike von Schlieben (1757–1827)                  | Landgraf Karl von Hessen-Kassel (1744–1836) ⚭ 1766 Louise von Dänemark und Norwegen (1750–1831)                                       | Landgraf Friedrich von Hessen-Kassel (1747–1837) ⚭ 1786 Karoline Polyxene von Nassau-Usingen (1762–1823)   | Friedrich von Dänemark (1753–1805) ⚭ 1774 Sophie Friederike von Mecklenburg (1758–1794)                    |
| Urgroßeltern                                       | König Ernst August von Hannover (1771–1851) ⚭ 1815 Friederike von Mecklenburg-Strelitz (1778–1841)                      | König Ernst August von Hannover (1771–1851) ⚭ 1815 Friederike von Mecklenburg-Strelitz (1778–1841)                    | Herzog Joseph von Sachsen-Altenburg (1789–1868) ⚭ 1817 Amalie von Württemberg (1799–1848)                                    | Herzog Joseph von Sachsen-Altenburg (1789–1868) ⚭ 1817 Amalie von Württemberg (1799–1848) | Herzog Friedrich Wilhelm von Schleswig-Holstein-Sonderburg-Glücksburg (1785–1831) ⚭ 1810 Luise Karoline von Hessen-Kassel (1789–1867) | Herzog Friedrich Wilhelm von Schleswig-Holstein-Sonderburg-Glücksburg (1785–1831) ⚭ 1810 Luise Karoline von Hessen-Kassel (1789–1867) | Landgraf Wilhelm von Hessen-Kassel-Rumpenheim (1787–1867) ⚭ 1810 Louise Charlotte von Dänemark (1789–1864) | Landgraf Wilhelm von Hessen-Kassel-Rumpenheim (1787–1867) ⚭ 1810 Louise Charlotte von Dänemark (1789–1864) |
| Großeltern                                         | König Georg V. von Hannover (1819–1878) ⚭ 1843 Marie von Sachsen-Altenburg (1818–1907)                                  | König Georg V. von Hannover (1819–1878) ⚭ 1843 Marie von Sachsen-Altenburg (1818–1907)                                | König Georg V. von Hannover (1819–1878) ⚭ 1843 Marie von Sachsen-Altenburg (1818–1907)                                       | König Georg V. von Hannover (1819–1878) ⚭ 1843 Marie von Sachsen-Altenburg (1818–1907)    | König Christian IX. von Dänemark (1818–1906) ⚭ 1842 Louise von Hessen (1817–1898)                                                     | König Christian IX. von Dänemark (1818–1906) ⚭ 1842 Louise von Hessen (1817–1898)                                                     | König Christian IX. von Dänemark (1818–1906) ⚭ 1842 Louise von Hessen (1817–1898)                          | König Christian IX. von Dänemark (1818–1906) ⚭ 1842 Louise von Hessen (1817–1898)                          |
| Eltern                                             | Ernst August von Hannover (1845–1923) ⚭ 1878 Thyra von Dänemark (1853–1933)                                             | Ernst August von Hannover (1845–1923) ⚭ 1878 Thyra von Dänemark (1853–1933)                                           | Ernst August von Hannover (1845–1923) ⚭ 1878 Thyra von Dänemark (1853–1933)                                                  | Ernst August von Hannover (1845–1923) ⚭ 1878 Thyra von Dänemark (1853–1933)               | Ernst August von Hannover (1845–1923) ⚭ 1878 Thyra von Dänemark (1853–1933)                                                           | Ernst August von Hannover (1845–1923) ⚭ 1878 Thyra von Dänemark (1853–1933)                                                           | Ernst August von Hannover (1845–1923) ⚭ 1878 Thyra von Dänemark (1853–1933)                                | Ernst August von Hannover (1845–1923) ⚭ 1878 Thyra von Dänemark (1853–1933)                                |
| Maria-Luise von Hannover und Cumberland            | | | |                                                                                           | | | | |